# 周廣 (明朝)
周廣（1474年—1531年），字克之、充之，號玉巖，直隸蘇州府崑山縣（今江蘇省崑山縣）人，明朝政治人物，同進士出身。

## 生平
弘治十四年（1501年）辛酉科應天府乡试第五十二名举人，弘治十八年（1505年）登乙丑科会试第八名，三甲八十名進士，历官福建莆田縣、江西吉水縣知縣。正德年間，因政績最佳，授監察御史，上疏陳述勸阻武宗遠離喇嘛、樂工、小人等，并指名彈劾錢寧。錢寧見到上疏后，扣留不下，并傳旨謫廣東懷遠驛丞。主事曹琥論救，也被貶官。錢寧仍憤怒不已，派人在路中企圖刺殺周廣。周廣得知后改名易裝，潛行四百餘里后方得免。武定侯郭勛鎮守廣東，秉承錢寧旨意，假以白金賄賂，周廣拒而不授。於是等他拜見御史時，逮捕至軍門，鞭打幾乎致死，御史搶救方得免。兩年后，他升任建昌知縣，有惠政。而錢寧矯旨再謫他為竹寨驛丞。
世宗即位后，周廣復職，歷任江西副使，兵备九江，提督學校。嘉靖二年（1523年），因治理卓異而被舉薦，擔任福建按察使。鎮守中官以百金賄賂，周廣把其放入庫中，將彈劾。太監感到恐懼，只能謝罪，自此不敢再侵擾。嘉靖六年，以都察院右僉都御史巡撫江西，貪官污吏得知后望風而逃。次年升南京刑部右侍郎，兩年后暴病卒。嘉靖末年，贈右都御史。

## 家族
曾祖周子祥。祖父周海。父周文。母陸氏。慈侍下。兄周溥。弟周博。

## 延伸阅读
[在维基数据编辑]
 《明史卷一百八十八》，出自《明史》

| 前任： 曹雷 | 九江兵备道 1523年—1524年 | 繼任： 谢迪 |